# Емблема Імператора Японії
Емблема Імператора Японії (яп. 菊の御紋, きくのごもん, кіку но ґо-мон, «хризантемова емблема Імператора») — японська традиційна емблема мон у вигляді стилізованої двошарової шістнадцятипелюсткової хризантеми. Особиста емблема Імператора Японії та його Імператорського дому. Офіційно використовується як замінник державного герба Японії.

## Короткі відомості
Мон із шістнадцятипелюстковою хризантемою є офіційною емблемою Імператора і Імператорського дому Японії.
Хризантема була завезена до Японії з Китаю часів династії Тан (618—907). Початково її використовували як лікарську рослину, а з середньовіччя — як декоративну. Дев'ятий місяць японського календаря, що відповідає українському жовтню, називався «хризантемовим місяцем», а дев'яте число дев'ятого місяця — «святом хризантем». Це свято гучно відзначали в японському Імператорському палаці починаючи з 8 століття. На ньому розпивали хризантемові настійки, які, як вважалося, відганяють злих духів і забезпечують довголіття. Завдяки цьому святу виникли хризантемові візерунки, прообраз хризантемової емблеми, що були популярними серед двірцевої знаті. Їх носили на одязі як щасливий оберіг.
Хризантема була улюбленим декоративним мотивом Імператора Ґо-Тоба (1183—1198), який використовував її як власний знак. Його успадкували монарші нащадки 13 століття, які перетворили приватний знак на емблему японських Імператорів. Відтоді хризантемова емблема стала тісно асоціюватися із Імператорським домом Японії.